# District 8 @ Senopati
Le District 8 @ Senopati est complexe de dix gratte-ciel situé à Jakarta en Indonésie. La plus haute est la Treasury Tower qui s'élève à 280 mètres. L'Eternity Apartment et l'Infinity Apartment, achevés en 2017, s'élèvent à 205 mètres pour 51 étages. 